# Enrique Díez Canedo
Enrique Díez-Canedo Reixa (Badajoz, 7 de enero de 1879-Ciudad de México, 6 de junio de 1944) fue un poeta postmodernista, traductor y crítico literario español. Fue embajador español en Uruguay y en Argentina.

## Biografía
Hijo de Enrique Díez-Canedo y Lletget, funcionario de aduanas, y de Joaquina Reixa. Su madre procedía del pueblo extremeño de Alburquerque. Enrique era el mayor de sus cinco hijos. Durante sus primeros años de vida la familia, que disponía de una notable biblioteca, se trasladó sucesivamente de Badajoz a Vigo y Port Bou. Realizó estudios de secundaria en Valencia y Barcelona. Tras el fallecimiento de su padre en Portbou, la familia se trasladó a Madrid. Allí terminó el bachillerato en el "Instituto Cardenal Cisneros". Estudió Derecho en la Universidad Central de Madrid. Su madre murió en 1899. En la capital, explicó Historia del Arte en la Escuela de Artes y Oficios, y Lengua y Literatura Francesas en la Escuela Central de Idiomas, que llegó a dirigir. Simpatizó con el institucionismo krausista y fue un asiduo del Ateneo, donde organizó numerosos actos (homenajes a Rubén Darío, a Benito Pérez Galdós, a Mariano de Cavia; presentaciones como la de José María Gabriel y Galán). Frecuentó la tertulia del Café Regina, donde entabló amistad con Manuel Azaña. Empezó su trayectoria poética publicando sus primeras poesías en Versos de las horas, 1906. Igualmente empezó a colaborar en la prensa a través de El Liberal, donde había publicado en 1903 un poema recién premiado por el periódico.
A éste, siguen otros en la revista Renacimiento, y poco después sus actividades periodísticas no se limitarán a las ya dichas, sino que se amplían a las de crítico literario y artístico. Así, colabora como crítico de poesía en la revista La Lectura y como crítico de arte en el Diario Universal y en el Faro, publicación que divulgaba el pensamiento de jóvenes como José Ortega y Gasset, Adolfo Posada, Gabriel Maura y Pedro de Répide. También trabajó para la Revista Latina y la Revista Crítica, dirigidas respectivamente por Francisco Villaespesa y Carmen de Burgos. Como crítico teatral se inició con una serie de artículos en El Globo, 1908. Estuvo en París entre los años 1909 y 1911 como secretario del embajador de Ecuador. Eso no interrumpió su labor periodística, pues escribió también en España, El Sol, La Voz, La Pluma y Revista de Occidente. También escribió para La Nación de Buenos Aires. En 1921 colaboró con Juan Ramón Jiménez en la realización de la revista Índice, por amistad. La estima mutua fue constante como muestra la publicación de su correspondencia entre 1907 y 1944.
Díez-Canedo tenía mano también en algunas publicaciones para introducir a nuevos escritores y, por ejemplo, publicó los primeros versos de León Felipe en la revista España, y ayudó también a Juan Ramón Jiménez para que aparecieran en El Sol algunas colaboraciones suyas. Gracias a su intercesión, un poema de Gerardo Diego pudo salir en España. Ayudaba además con reseñas y artículos críticos sobre las obras que éstos iban publicando. Entre muchos otros ejemplos, puede citarse el caso de Versos humanos, de Gerardo Diego, de los que hizo una fina crítica en La Nación de Buenos Aires.

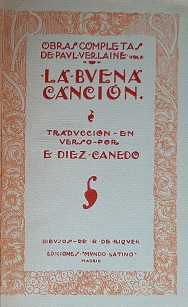
Portada de La buena canción de Verlaine, 1924.

 Como traductor, hizo versiones principalmente del francés, del portugués y del inglés, pero también del catalán, del italiano y del alemán. Se le deben versiones de Paul Verlaine, Baudelaire, Francis Jammes, Michel de Montaigne, La Fontaine, Gomes Leal, Antero de Quental, John Webster, H. G. Wells, Gabriel D'Annunzio, Heinrich Heine, Eugenio d'Ors y Walt Whitman.

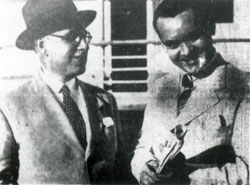
Díez-Canedo con Lorca, Montevideo 30 de enero de 1934.

Diplomático de la República Española, fue ministro plenipotenciario en Uruguay, cargo que desempeñó desde febrero de 1933 a junio de 1934. En Montevideo acogió a Federico García Lorca en octubre cuando este hizo gira americana con Bodas de sangre con la compañía de Lola Membrives. El éxito  de las conferencias de Lorca y de su teatro eran rotundos. Los periodistas remarcan la amistad entre ambos escritores.
Las Conversaciones literarias de Enrique Díez-Canedo indican a las claras que fue un observador atento de la evolución de la prosa en España, y leyéndolas constatamos, por ejemplo, que durante los años de plenitud de Valle Inclán y de Juan Ramón Jiménez surgió en la literatura española -probablemente en buena medida como un reflejo de los decadentistas franceses- una generación de novelistas denominada "de los eróticos" o "de los galantes". Se trata de una generación de novelistas en la que a la cabeza de todos ellos se suele colocar a Eduardo Zamacois, como precursor, y a Felipe Trigo como voz más autorizada.
En 1935 fue elegido miembro de número de la Real Academia Española (entonces Academia Española), en la que ingresó con un discurso sobre la "Unidad y diversidad de las Letras Hispánicas", leído el 1 de diciembre, que fue contestado por Tomás Navarro Tomás.
Llegó como embajador a Buenos Aires el 23 de junio de 1936. Comprometido con la causa republicana, dimitió en febrero de 1937 y, en plena Guerra Civil, regresó a su país. Colaboró en Hora de España y participó en el Segundo Congreso Internacional de Escritores para la Defensa de la Cultura; asimismo, dirigió la revista Madrid en Valencia. En 1938 organizó en Barcelona "Las guerrillas del teatro".
En 1938 se exilió con su familia en México, donde colaboró con La Casa de España (hoy El Colegio de México) y la Universidad Nacional Autónoma de México (UNAM) y otras instancias de la intelectualidad del país. Se trasladó a Cuernavaca por consejo médico, debido a una dolencia cardíaca. Después de un tiempo regresó a la Ciudad de México, donde falleció repentinamente el 6 de junio de 1944. Ese mismo día El Colegio de México terminaba la edición de su ensayo Juan Ramón Jiménez en su obra.
Su hijo, el editor y escritor Joaquín Díez-Canedo Manteca, quien publicaba bajo el seudónimo de Joaquín M. Ortiz, reunió la mayor parte de la obra de su padre como crítico y la publicó entre 1964 y 1968, bajo el sello editorial Joaquín Mortiz (cuyo nombre fue creado haciendo alusión al seudónimo de Díez-Canedo hijo).

## Obra
Sus obras pasaron a ser de dominio público en el año 2025, y se encuentran digitalizadas en la Biblioteca Nacional de España para ser descargadas en su página web.
- Versos de las horas, Madrid, Imprenta Ibérica, 1906. Poemas.
- La visita del sol, Madrid, Imprenta Gutemberg-Castro, 1907. Poemas.
- La sombra del ensueño, París, Garnier Hermanos, 1910. Poemas.
- Sala de retratos, San José de Costa Rica, García Monge y Cía., 1920. Prosa.
- Conversaciones literarias, Madrid, Editorial América, 1921. Crítica literaria.
- Algunos versos, Madrid, La Lectura, 1924. Poemas.
- Epigramas americanos, Madrid, Espasa-Calpe, 1928 (edición ampliada en México, Joaquín Mortiz, 1945). Poemas.
- Los dioses en el Prado. Estudio sobre el asunto de Mitología en el Museo de Madrid. Confrontaciones literarias, Madrid, C.I.A.P., 1931. Ensayo sobre arte y literatura.
- El teatro y sus enemigos, México, La Casa de España en México, 1939. Ensayo. (Reedición con estudio y notas de G. TORRES NEBRERA, Mérida, Editora Regional de Extremadura, 2008.)
- El desterrado. Poemas, México, Miguel N. Lira, 1940.
- Antología poética, Salamanca, Eds. Almar, 1979.
- Antología poética, Badajoz, Corporación de Medios de Extremadura, 2003.
- Poesías, Granada, La Veleta, 2001. Edición de la poesía original completa.
- Juan Ramón Jiménez en su obra, México, El Colegio de México-Fondo de Cultura Económica, 1944. Ensayo. (Reedición ampliada con la correspondencia entre los dos escritores a cargo de A. DÍEZ-CANEDO FLORES, Juan Ramón Jiménez en su obra. Correspondencia Juan Ramón Jiménez/Enrique Díez-Canedo (1907-1944), México, El Colegio de México, 2007.)
- Conversaciones literarias, México, Joaquín Mortiz, 1964 y 1965.
- Estudios de poesía española contemporánea, México, Joaquín Mortiz, 1965. Ensayo.
- Artículos de crítica teatral. El teatro español de 1914 a 1936. México, Joaquín Mortiz, 1968, 4 vols.
- Desde el exilio. Artículos y reseñas críticas (1939-1944). Edición, estudio, introducción, selección y notas de M. JIMÉNEZ LEÓN. Sevilla, Renacimiento, colección Biblioteca del Exilio, 2010, 574 pp.

## Traducciones

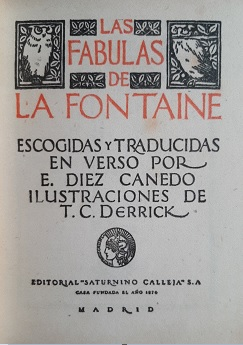
Portada de Las fábulas de La Fontaine 1918.

- Del cercado ajeno. Versiones poéticas, Madrid, Pérez Villavicencio, 1907. Antología de traducciones.
- Imágenes. Versiones poéticas, París, S.E.L.A. Librería Paul Ollendorff, 1910. Antología de traducciones.
- La poesía francesa moderna. Antología ordenada y anotada por Enrique Díez-Canedo y Fernando Fortún, Madrid, Renacimiento, 1913. Antología de traducciones que se gestó en Francia.  (Reedición con prólogo de J.L. GARCÍA MARTÍN, Gijón, Llibros del Pexe, 1994.)
- LA FONTAINE, Jean, Las fábulas de La Fontaine, Madrid, Ed. Calleja, 1918. (Edición facsímil y nueva edición con estudio preliminar de J-M. PRADO e ilustraciones de P. MELARA, Badajoz, Dep. Publicaciones Diputación Provincial, 2012.)
- ESQUILO, Tragedias, Valencia, Prometeo, s.f. (Versión indirecta de la traducción francesa de Leconte de Lisle.)
- BAUDELAIRE, Carlos, Poemas en prosa, Madrid, Calpe, 1920. (Reeditado en la popular Colección Austral, n.º 885, en 1948 junto con Crítica de arte de Baudelaire, trad. de M. GRANELL.)
- GIDE, André, La puerta estrecha, Madrid, Ed. Calleja, 1922.
- VERLAINE, Paul, Cordura, Madrid, Ed. Mundo Latino, 1922, Obras completas vol. VII.
- VERLAINE, Paul, La buena canción, Madrid, Ed. Mundo Latino, 1924, Obras completas vol. X.
- WELLS, H. G., Esquema de la historia: historia sencilla de la vida y de la humanidad. Tomo I. Madrid, Publicaciones Atenea, 1925 (Imp. Clás. Esp.).
- Pequeña antología de poetas portugueses, París, Excelsior, s.f. Antología de traducciones. (Edición facsímil con estudio preliminar de A. SÁEZ DELGADO, Mérida, Editora Regional de Extremadura, 2010.)
- ISTRATI, Panait, Mijail: mocedades de Adrian Zograffi, Madrid, Zénit, 1930. (Portada de PUYOL.)
- CROCE, Benedetto, La historia como hazaña de la libertad, México, Fondo de Cultura Económica, 1942. (Reedición en la "Edición conmemorativa 70 aniversario", 2005.)
- Poe, Edgar Allan, El Barril De Amontillado, 1927
- Poe, Edgar Allan, El Hombre De La Multitud, 1928
- MERIMÉE, Prosper, Carmen. Mateo Falcone. Las almas del Purgatorio, México, Leyenda, 1943. (Con ilustraciones de C. RUANO LLOPIS y A. TAPIA.)

## Artículos
- H.-R. Leonarmand y el paisaje dramático (Revista de Occidente, 1927)